# World Series 1944
Le World Series 1944 sono state la 41ª edizione della serie di finale della Major League Baseball al meglio delle sette partite tra i campioni della National League (NL) 1944, i St. Louis Cardinals e quelli della American League (AL), i St. Louis Browns. A vincere il loro quinto titolo furono i Cardinals per quattro gare a due.
Al 2017 queste rimangono le ultime World Series giocate tra due squadre della stessa città che non siano di New York. In precedenza era capitato solo nel 1906 tra le due squadre di Chicago. Più che in qualsiasi altro anno, in questa edizione i roster delle due squadre erano pesantemente condizionati dalla mancanza di giocatori, arruolati per combattere nella seconda guerra mondiale. I Browns furono addirittura costretti ad usare un giocatore con un solo braccio, Pete Gray.

## Sommario
I St. Louis Cardinals hanno vinto la serie, 4-2.
| Gara | Data      | Punteggio                                                 | Stadio           | Tempo | Pubblico |
| ---- | --------- | --------------------------------------------------------- | ---------------- | ----- | -------- |
| 1    | 4 ottobre | St. Louis Browns – 2, St. Louis Cardinals – 1             | Sportsman's Park | 2:05  | 33.242   |
| 2    | 5 ottobre | St. Louis Browns – 2, St. Louis Cardinals – 3 (11 inning) | Sportsman's Park | 2:32  | 35.076   |
| 3    | 6 ottobre | St. Louis Cardinals – 2, St. Louis Browns – 6             | Sportsman's Park | 2:19  | 34.737   |
| 4    | 7 ottobre | St. Louis Cardinals – 5, St. Louis Browns – 1             | Sportsman's Park | 2:22  | 35.455   |
| 5    | 8 ottobre | St. Louis Cardinals – 2, St. Louis Browns – 0             | Sportsman's Park | 2:04  | 36.568   |
| 6    | 9 ottobre | St. Louis Browns – 1, St. Louis Cardinals – 3             | Sportsman's Park | 2:06  | 31.630   |

## Hall of Famer coinvolti
- Umpire: Bill McGowan
- Cardinals: Billy Southworth (man.), Enos Slaughter, Stan Musial
- Browns: nessuno